# Giovanni Carafa
Giovanni Carafa (Napoli, ... – Roma, 5 marzo 1561) è stato un condottiero italiano.
Ebbe i titoli di duca di Paliano e conte di Policastro, etc, succedendo a Andrea Carafa, e fu nipote di papa Paolo IV.

Stemma dei Carafa

## Biografia
Giovanni era figlio di Giovanni Alfonso Carafa, conte di Montorio, e di Caterina Cantelmo, e presto entrò nell'orbita, assieme ai suoi fratelli Carlo e Antonio, dello zio cardinale Giovanni Pietro Carafa, che nel maggio del 1555 venne eletto al soglio pontificio col nome di Paolo IV. Tra i suoi fratelli, Carlo divenne il più influente col titolo di cardinal-nipote, mentre a Giovanni venne riservato il comando delle armate pontificie come Capitano generale della Chiesa. Egli ottenne quindi il titolo di duca di Paliano dopo che le forze papali nel 1556 strapparono tale feudo alla famiglia Colonna. Le forze filo-spagnole, alleate dei Colonna, ripresero Paliano nel 1558 e Giovanni ottenne in cambio il Ducato di Bari da Filippo II di Spagna.
I nipoti del Carafa erano noti per il loro stile di vita lassista e per un comportamento venale. In un colorito incidente, registrato da un diplomatico veneziano, il duca Giovanni venne inviato da suo zio a intercettare due cortigiani che avevano lasciato Roma nel dicembre del 1558. Giovanni gli fece però sapere che egli, personalmente, non aveva alcun interesse personale in tale missione.
Dopo il fallimento della guerra ingaggiata dal Papa contro la Spagna nel 1558, i fratelli Carafa caddero in disgrazia e vennero banditi da Roma il 27 gennaio 1559. Paolo IV morì nell'agosto di quello stesso anno, e Giovanni e Carlo entrarono in conflitto anche col successore Pio IV, nel luglio 1560. La loro posizione diventava sempre più pericolosa e nel marzo 1561, il papa stesso diede ordine di condannarli entrambi a morte. Carlo, in quanto cardinale, venne strangolato, e il giorno dopo suo fratello Giovanni, con altri due compagni, venne decapitato. Pio V, successore di Pio IV, volle riabilitare la loro memoria, sostenendo che i Carafa erano stati vittime di un intrigo di corte, e nel 1571 fece giustiziare il procuratore fiscale Alessandro Pallantieri che ne aveva sostenuto l'accusa.
Il duca aveva sposato Violante Díaz-Garlón, figlia del conte Antonio d'Alife e di sua moglie Cornelia Piccolomini. Ne La duchessa di Paliano Stendhal la chiama "Violante di Cardona", un'aristocratica nobildonna di origini spagnole, che fu uccisa il 28 agosto 1559 in seguito a sospetti di infedeltà. La loro infelice relazione viene raccontata nella novella di Stendhal La duchessa di Paliano. L'assassinio della moglie fu uno dei capi d'accusa mossi contro Giovanni Carafa.
Dopo la sua morte, il figlio e un cugino vennero tenuti in ostaggio alla corte di Enrico II di Francia come assicurazione per i buoni negoziati con Paolo IV.